# Natural Standard
Natural Standard é uma colaboração internacional de pesquisa, que sistematicamente, tem as evidências científicas em medicina complementar e alternativa. 